# 周振基
周振基，GBS，JP（1954年—），香港出生，籍貫广东汕头峡山，香港大學博士。

## 生平
周振基，企业家，出生于香港。中学毕业后赴美国金门大学继续深造，获商学院学士及工程管理硕士学位，随后在香港大学攻读经济及工商管理课程，获得博士学位。
作为粤剧的爱好者，周氏拜香港粤剧名伶林家声为师，2012年及2016年先後被香港艺术学院授予荣誉博士及榮譽教授。此外，周氏亦曾担任国内外多间大学及教育机构的校监或校董。
1981年，周氏在香港创立振基电子集团，主要供应超声波铝线和一系列半导体及电子工业物料。2006年，周氏在广东省汕头市创立骏码凯撒有限公司，主要从事高科技半导体及微电子材料产品的自主研发和生产。
2020年5月尾，曾參與文藝界支持《香港國家安全法》的聯署（然而，文藝界有關聯署被指造假，張寶華、蔣志光、大S、李巧靈否認參與聯署，陳汝騫於2019年離世）。